# 美国第十二集团军群
美國第十二集團軍（英語：Twelfth United States Army Group）是美國陸軍有史以來最強大的編隊，在1945年鼎盛時期一度指揮四個軍團，分別是第一軍團、第三軍團、第九軍團、第十五軍團，共有12個軍。

## 歷史
在1944年6月諾曼第戰役發起後一週，奧馬爾·布雷德利中將的第一軍團建構了盟軍戰線的右翼。1944年7月，第一軍團與喬治·巴頓中將的第三軍團合併組成美國第十二集團軍，總部於7月14日在倫敦成立，由奧馬爾·布雷德利擔任集團軍指揮官，第一軍團指揮官則由考特尼·霍奇斯中將接任。1944年8月，第十二集團軍人數已增加至90萬人以上。
從諾曼第突圍後，第十二集團軍是盟軍西線戰場的中心，北方是英國第21集團軍，南方是從地中海登陸的是美國第六集團軍。
1945年，隨著第十二集團軍穿過德國，規模不斷擴增，控制第一軍團、第三軍團、第九軍團、第十五軍團。1945年5月，第十二集團軍人數已超過130萬人，總共48個師。
1945年7月12日，奧馬爾·布雷德利上將出任退伍軍人管理署署長，第十二集團軍隨之解編，其下屬部隊控制權移交給美國部隊歐洲戰區。

## 備註
1. ↑  接任指揮官時為三星中將，1945年3月12日晉升（臨時）四星上將，1949年1月31日永久晉升四星上將。
2. ↑  英國第21集團軍下轄英國陸軍第二軍團和加拿大第一軍團。
3. ↑  美國第六集團軍下轄美國第七軍團和法国第1集团军